# Tønsberg Point
Tønsberg Point är en udde i Sydgeorgien och Sydsandwichöarna (Storbritannien). Den ligger i den nordvästra delen av Sydgeorgien och Sydsandwichöarna.
Terrängen inåt land är huvudsakligen kuperad, men åt nordost är den platt. Havet är nära Tønsberg Point åt nordost.  Trakten runt Tønsberg Point består i huvudsak av gräsmarker.